# Palaquium confertum
Palaquium confertum är en tvåhjärtbladig växtart som beskrevs av Herman Johannes Lam. Palaquium confertum ingår i släktet Palaquium och familjen Sapotaceae. Inga underarter finns listade i Catalogue of Life.